# Liste der Monuments historiques in Lizio
Die Liste der Monuments historiques in Lizio führt die Monuments historiques in der französischen Gemeinde Lizio auf.

## Liste der Bauwerke
| Bezeichnung              | Beschreibung | Standort | Kennzeichnung | Schutzstatus | Datum | Bild           |
| ------------------------ | ------------ | -------- | ------------- | ------------ | ----- | -------------- |
| Kapelle Sainte-Catherine |              | (Lage)   | PA00091373    | Inscrit      | 1935  | weitere Bilder |

## Liste der Objekte
- Monuments historiques (Objekte) in Lizio in der Base Palissy des französischen Kultusministeriums